# طلاء أساس

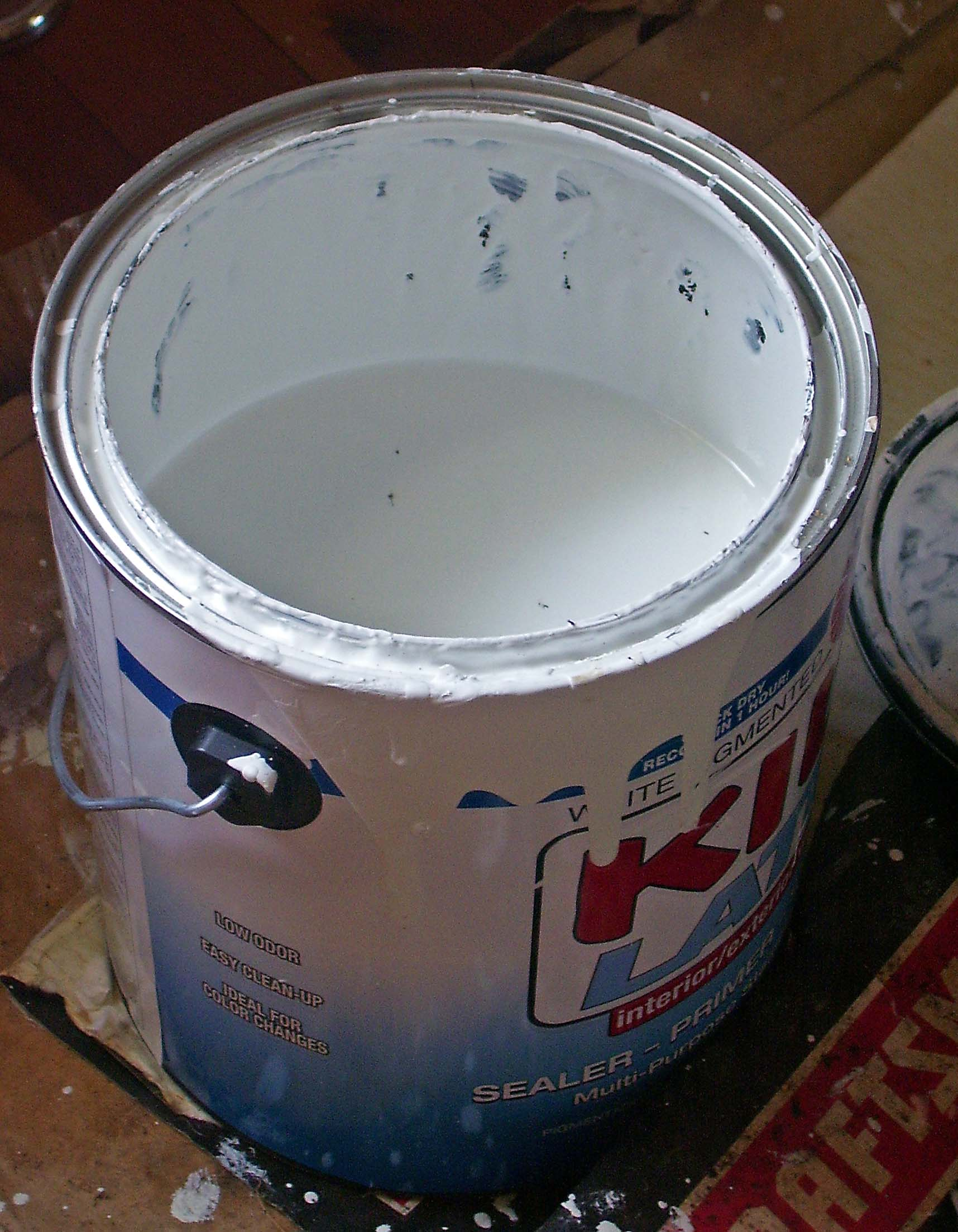
طلاء ابيض

الطلاء الأساس (أو الطلاء السفلي أو البرايمر) هو طلاء تحضيري يوضع على المواد المراد طلائها قبل عملية الطلاء النهائية. الطلاء السفلي يضمن التصاقا أفضل للطلاء النهائي على سطح المادة، وأيضًا يضمن زيادة الطلاء بوجه عام متانة وتحملا، ويضمن حماية إضافية للمادة المستخدم عليها.